# リング (ジャグリング)

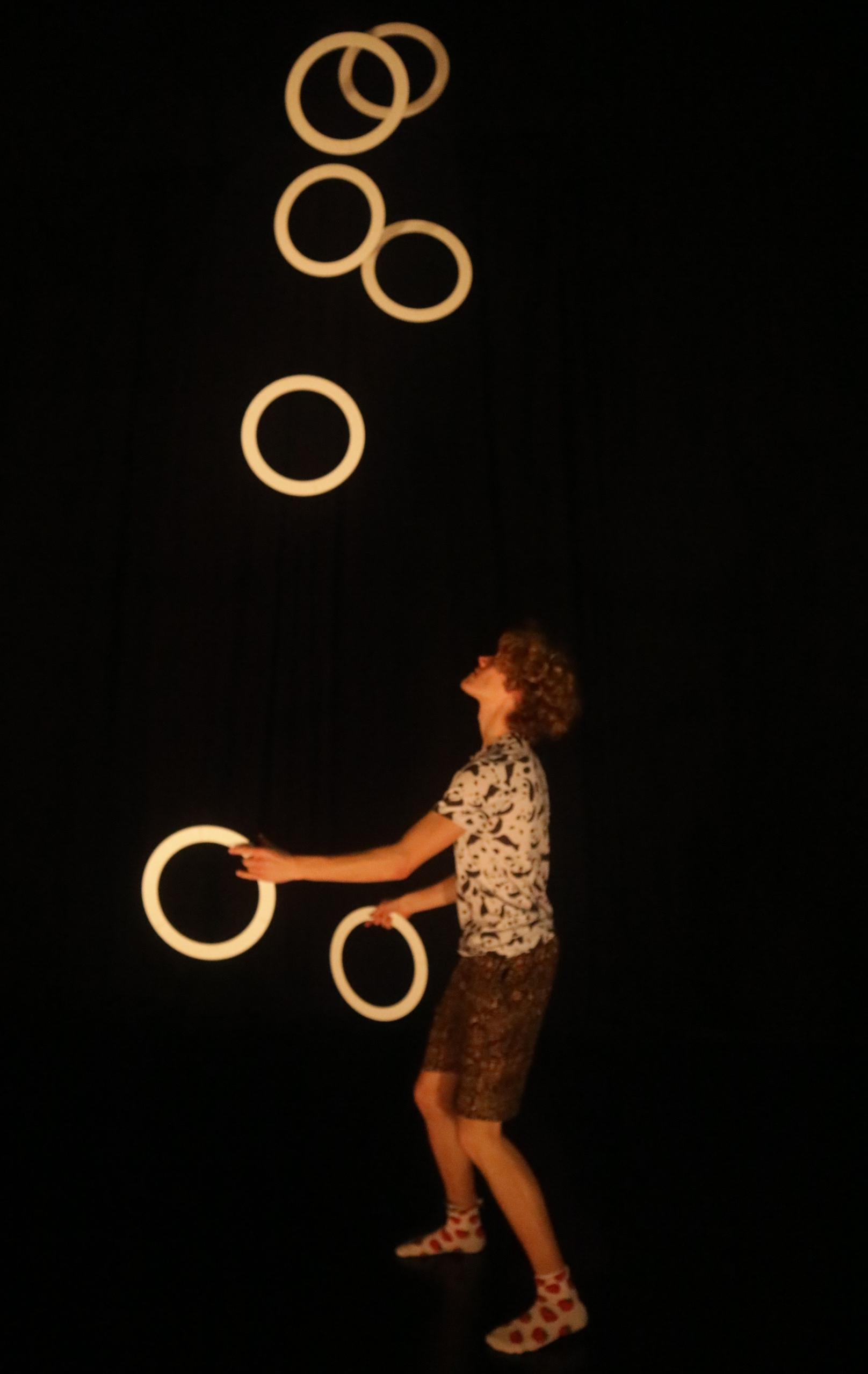
リングを用いたジャグリング

リングは、ジャグリングの道具の一つ。輪状の道具で、多くの場合プラスティック製である。
ボールのように投げて使うが、見る角度によって見た目が違うため、独特な技がある。また、指先で回す、頭にかぶるなど、中央に穴があいた形状を利用した技も多い。風に流されやすく、基本的に屋外での使用には向かない。ボール等に比べ、衝突しにくいので、8つ以上のナンバーズ（投げる個数を増やすこと）に向いているといわれる。